# Luna–21
A Luna–21 (E-8-204-, Луна-21) harmadik generációs szovjet űrszonda. A Luna-program második űreszköze, amely a Hold felszínén helyet változtatva végzett kutatóprogramot.

## Küldetés
Feladata a holdjármű, a Lunohod–2 szállítása, a Hold felszínére juttatása, a holdjármű aktivizálása. Nagy területről részletes panorámafelvételeket készíteni, mérni a talaj fizikai-mechanikai tulajdonságait, kémiai összetételét, lézer-távméréseket, röntgentávcsöves és kozmikus sugárzási vizsgálatokat végrehajtani. Új programelemek: a helyi mágnesesség és a holdi égbolt fényességének megfigyelése.

## Jellemzői
Építette és üzemeltette az OKB–1 (oroszul: Особое конструкторское бюро №1, ОКБ-1), később Lavocskin-tervezőiroda.
1973. január 8-án a bajkonuri indítóbázisról, négylépcsős, az emelkedést segítő szilárd hajtóanyagú segédrakéták párhuzamos elrendezésével, egy Proton-K/D hordozórakétával (8K78K) állították Föld körüli parkolópályára. Az orbitális egység pályája 88,4 perces, 51,6 fokos hajlásszögű, az elliptikus pálya adatai: perigeuma 190 kilométer, apogeuma 235 kilométer volt. Az utolsó fokozat hajtóművének indításával több pályamódosítást hajtottak végre. A második újraindításával tudták elérni a szökési sebességet. Három ponton stabilizált (Föld-, Hold- és Nap-központú) űreszköz. Hasznos tömege 5600 kilogramm. Szerkezetileg és méretében a Luna–17-hez hasonlít. Az eltérés a 840 kilogramm tömegű Lunohod–2 feladatában és tudományos műszerezettségében volt. Repülési ideje 4,32 nap volt.
Január 9-én pályamódosítást hajtottak végre.
Január 12-én a fékezőhajtóművekkel biztosították a Hold körüli pályára állást. Pályaadatok: 60 fokos hajlásszög, 1 óra 58 perces időtartamú, periszelénium (a Holdhoz legközelebb eső pontja, első keringésnél: 90 kilométer), aposzelénium (a Holdtól legtávolabb eső pontja), első keringésnél 100 kilométer.
Január 13-án és január 14-én újabb pályamódosításokkal, pályaadatok: 60 fokos hajlásszög, periszelénium 16 kilométer, aposzelénium 110 kilométer.
Január 15-én háromnapos, 40 fordulatos keringés után előbb szabadeséssel, majd a fékezőrakéta segítségével simán leszállt a Mare Serenitatis kráter északkeleti partvidékén.  A hatalmas medence mintegy 600 kilométer átmérőjű, a Taurus-hegység határán helyezkedik el. A leszállást követő ellenőrzésen átesve 2,5 órával később önállóan folytatta a Lunohod–1 által megkezdett kutatási programokat.
A leszállóegység részei a fékező-leszálló, az állványzat és a visszatérő egység. Minden egység energiaellátását kémiai akkumulátorok biztosították. A fékező-leszállóegység: üzemanyagtartályokból, fékező rakétahajtóműből, a Lunohod–2-ből, vezérlő-ellenőrző egységből, rádió adó-vevő berendezésből, antennából, állványzatból (lengéscsillapítókkal), stabilizáló egységből (giroszkóp), magasság- és sebességmérőből állt.

## Külső hivatkozások
- Luna–21. zarya.info. [2022. július 1-i dátummal az eredetiből archiválva]. (Hozzáférés: 2013. február 5.)
- Luna–21. skyrocket.de. (Hozzáférés: 2013. február 5.)
- Luna–21. ib.cas.cz. [2013. október 13-i dátummal az eredetiből archiválva]. (Hozzáférés: 2013. február 5.)
- Luna–21. nasa.gov. [2008. január 8-i dátummal az eredetiből archiválva]. (Hozzáférés: 2013. február 5.)

| Elődje: Luna–20 | Luna-program 1969–1976 | Utódja: Luna–22 |